# Nový Kramolín (przystanek kolejowy)
VlkNový Kramolínanov – przystanek kolejowy w Novým Kramolínie, w kraju pilzneńskim, w Czechach. Położony jest na wysokości 450 m n.p.m..
Na przystanku nie ma możliwości kupienie biletu, a obsługa podróżnych odbywa się w pociągu. 

## Linie kolejowe
- 184 Domažlice - Planá u Mariánských Lázní